# خوانا الثانية ملكة نافارا
جان الثانية النافارية. ولدت 28 يناير 1311 وتوفيت 6 أكتوبر 1349، هي ابنة ملك فرنسا ونافارا لويس العاشر ومارغريت من بورغندي. كانت ملكة لنافار 1328-1349.